# Нурдин, Ханс
Ханс Ну́рдин (швед. Hans Nordin; род. 13 июля 1959) — шведский кёрлингист.
Игрок мужской сборной команды Швеции на чемпионатах мира и Европы.
В 1990 введён в Зал славы шведского кёрлинга (швед. Stora Curlare).

## Достижения
- Чемпионат мира по кёрлингу среди мужчин: серебро (1985)
- Чемпионат Европы по кёрлингу: золото (1990), серебро (1996), бронза (1994).
- Чемпионат Швеции по кёрлингу среди мужчин: золото (1990, 1994).[3]

## Команды
| Сезон   | Четвёртый           | Третий              | Второй       | Первый             | Запасной                                 | Турниры           |
| ------- | ------------------- | ------------------- | ------------ | ------------------ | ---------------------------------------- | ----------------- |
| 1982—83 | Стефан Хассельборг  | Микаэль Хассельборг | Ханс Нурдин  | Ларс Вернблум      |                                          | ЧМ 1983 (4 место) |
| 1984—85 | Стефан Хассельборг  | Микаэль Хассельборг | Ханс Нурдин  | Ларс Вернблум      |                                          | ЧМ 1985           |
| 1985—86 | Стефан Хассельборг  | Микаэль Хассельборг | Ханс Нурдин  | Ларс Вернблум      | Андерс Нильссон                          | ЧМ 1986 (4 место) |
| 1989—90 | Микаэль Хассельборг | Ханс Нурдин         | Ларс Вогберг | Стефан Хассельборг |                                          | ЧШМ 1990          |
| 1990—91 | Микаэль Хассельборг | Ханс Нурдин         | Ларс Вогберг | Стефан Хассельборг |                                          | ЧЕ 1990           |
| 1991—92 | Микаэль Хассельборг | Ханс Нурдин         | Ларс Вогберг | Стефан Хассельборг | Ларс-Оке Нурдстрём                       | ЧМ 1992 (7 место) |
| 1993—94 | Микаэль Хассельборг | Ханс Нурдин         | Ларс Вогберг | Стефан Хассельборг |                                          | ЧШМ 1994          |
| 1994—95 | Микаэль Хассельборг | Ханс Нурдин         | Ларс Вогберг | Стефан Хассельборг | Ларс-Оке Нурдстрём тренер: Ян Страндлунд | ЧЕ 1994           |
| 1995—96 | Микаэль Хассельборг | Стефан Хассельборг  | Ханс Нурдин  | Петер Эрикссон     | Ларс-Оке Нурдстрём                       | ЧМ 1996 (5 место) |
| 1996—97 | Ларс-Оке Нурдстрём  | Ян Страндлунд       | Эрьян Юнссон | Owe Ljungdahl      | Ханс Нурдин тренер: Стефан Хассельборг   | ЧЕ 1996           |

(скипы выделены полужирным шрифтом)